# Zapiekanka

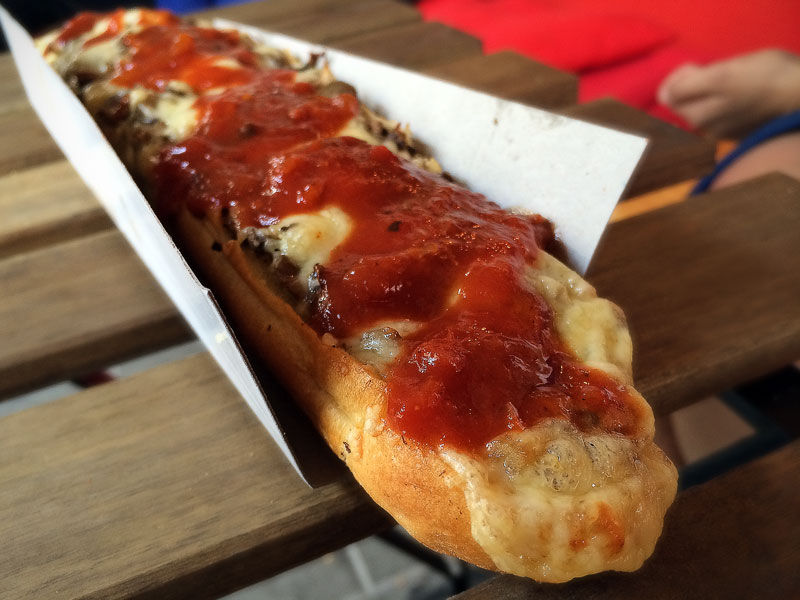
Zapiekanka

Zapiekanka este un fel de mâncare  cu originea în Polonia. Este o pâine,  acoperită cu ketchup și brânză, plus alte topping-uri opționale, cel mai frecvente ciuperci, preparată la cuptor. Zapiekanka acesta este un fel de mâncare fast-food.